# Jōhen (Ehime)
El Pueblo de Johen (城辺町 Jōhen-chō?) fue un pueblo del Distrito de Minamiuwa en la Región de Nanyo (南予地方 Nanyo-chihō?) de la Prefectura de Ehime. 

## Características
Fue un pueblo ubicado en el extremo sur de la Prefectura de Ehime. Limitaba con los pueblos de Misho, Nishiumi e Ipponmatsu, y la Villa de Uchiumi, todas son en la actualidad parte del Pueblo de Ainan del Distrito de Minamiuwa; con el Pueblo de Tsushima del Distrito de Kitauwa, todos en la Prefectura de Ehime. También limitaba con la Ciudad de Sukumo (宿毛市 Sukumo-shi?) de la Prefectura de Kōchi.
La zona urbana central conformaban un núcleo urbano con la del Pueblo de Misho, constituyendo entre ambas, el centro del Distrito de Minamiuwa.
La Ruta Nacional 56 atravesaba el Pueblo de Johen.
Desaparece el 1° de octubre de 2004, tras fusionarse junto a los pueblos de Ipponmatsu, Misho y Nishiumi, y la Villa de Uchiumi (todas del mismo Distrito), para formar el Pueblo de Ainan.